# Cyphostemma robsonii
Cyphostemma robsonii är en vinväxtart som beskrevs av Wild & R. B. Drumm.. Cyphostemma robsonii ingår i släktet Cyphostemma och familjen vinväxter. Inga underarter finns listade i Catalogue of Life.